# Nepiothericles annulipes
Nepiothericles annulipes är en insektsart som beskrevs av Marius Descamps 1977. Nepiothericles annulipes ingår i släktet Nepiothericles och familjen Thericleidae. Inga underarter finns listade i Catalogue of Life.